# Ligne de Spiez à Interlaken

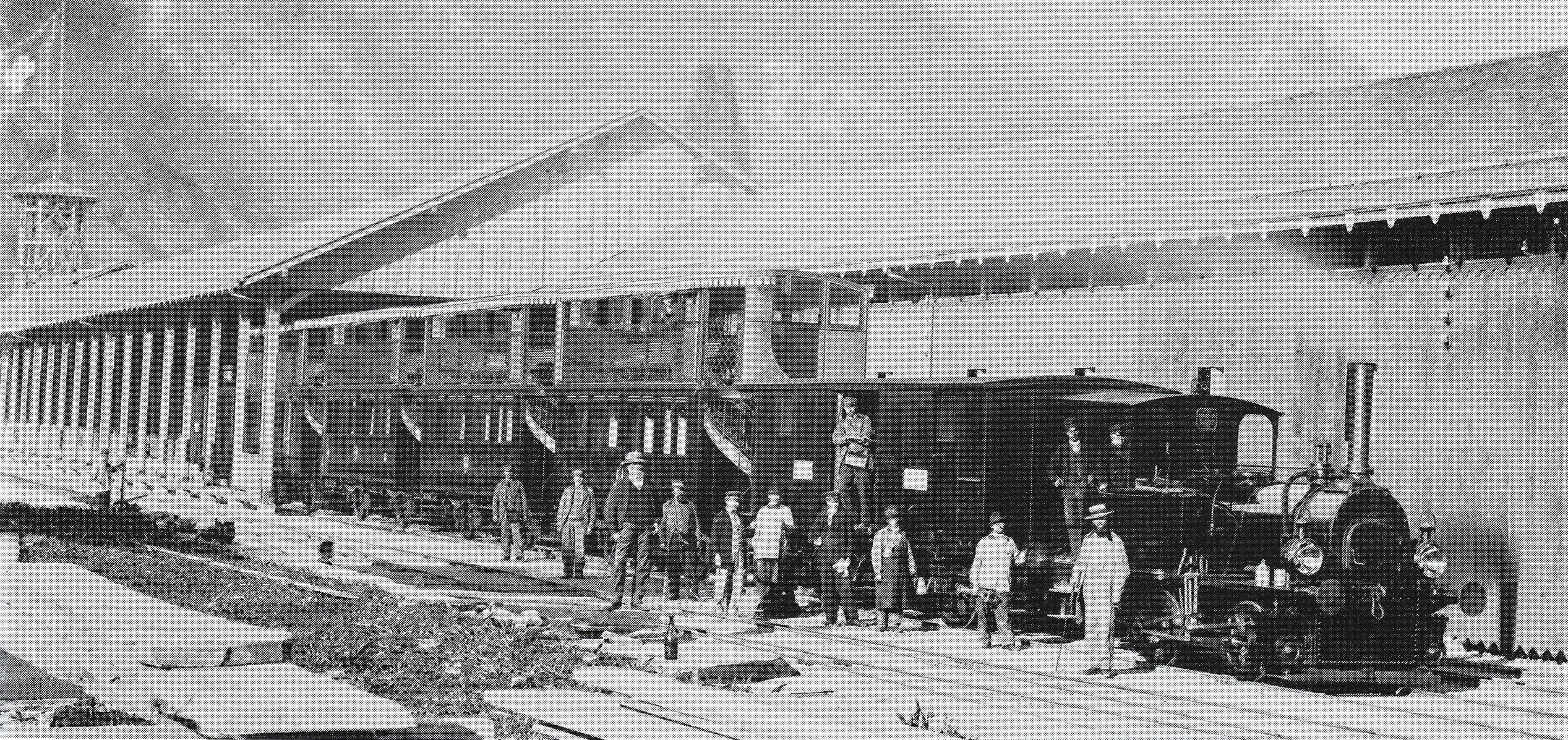
Interlaken West : locomotive-tender E 2/2 no 2 baptisée « Föhn », en tête d'un train composé de voitures à impériale, les premières en Suisse

La ligne de Spiez à Interlaken est une ligne ferroviaire suisse appartenant au BLS. C'est la plus ancienne ligne du réseau actuel du BLS ; elle est en service depuis le 12 août 1872.

## Historique
La ligne a été réalisée par le chemin de fer du Bödeli (Bödelibahn, le Bödeli est le nom de la plaine inondable située entre les lacs de Brienz et de Thoune). Jusqu'en 1893, les voyageurs souhaitant se rendre à Interlaken voyageaient en train jusqu'à Scherzligen, à proximité de Thoune, puis empruntaient un bateau naviguant sur le lac de Thoune jusqu'à Därligen. Enfin, la dernière partie du voyage s'effectuait à nouveau en train.

### Dates
- 12 août 1872 : mise en service Därligen–Interlaken West (Bödelibahn[1]) ;
- 1er juillet 1874 : mise en service Interlaken West–Bönigen (Bödelibahn) ;
- 1er juin 1893 : mise en service (Scherzligen–) Spiez–Därligen (Thunerseebahn[2]) ;
- 1er janvier 1900 : le Thunerseebahn absorbe le Bödelibahn ;
- 1er janvier 1913 : le Thunerseebahn est à son tour absorbé par le BLS ;
- 31 mai 1969 : fermeture au trafic Interlaken Ost–Bönigen[EB 3], faute de fréquentation.

## Infrastructure

### Électrification
L'électrification à la tension de 15 kV - 16 ⅔ Hz, standard sur le réseau ferré suisse, entra en service le 21 août 1920 sur l'ensemble de la ligne.

### Double voie
La ligne est à voie unique, seul le tronçon de 2 kilomètres entre Spiez et Faulensee est à double voie.

### Ateliers principaux
Les ateliers principaux de la compagnie BLS sont situés à Bönigen, sur le tronçon qui a été fermé au trafic le 31 mai 1969. C'est là qu'est révisé et entretenu tout le matériel roulant du BLS.